# Romualdo II Guarna
Romualdo Guarna (Salerno, 1115 circa – Salerno, 1º aprile 1181) è stato un arcivescovo cattolico, storico, politico e medico longobardo, una delle figure più importanti del Regno di Sicilia nella sua epoca.
È stato arcivescovo di Salerno dal 1153 fino alla sua morte.

## Biografia
Nacque a Salerno dalla famiglia Guarna.
Da giovane frequentò la prestigiosa Scuola medica salernitana, dove studiò non solo medicina ma anche storia, giurisprudenza e teologia.
Fu al servizio di papa Pasquale II come diplomatico. 
Insieme a Pietro, cardinale vescovo di Porto, fu mediatore tra Landolfo de Garderisio, arcivescovo di Benevento, e il connestabile pontificio di Benevento, Landolfo di Greca.
Fu molto critico del comportamento di Maione di Bari nel non appoggiare l'ultimo caposaldo cristiano normanno in Tunisia nel 1160: praticamente lo accusò di avere condannato allo sterminio la residua comunità cattolica di Mahdia. Non è chiaro se prese parte alla cospirazione dei Baroni contro Maione di Bari, ma di certo rimase sempre nelle grazie di Guglielmo I. Nel 1160-1161 difese Salerno dalla furia di Guglielmo I, che intendeva distruggerla dopo la rivolta dei Baroni. Con l'aiuto di altri salernitani a corte (tra cui Matteo d'Aiello) riuscì a intercedere per far risparmiare la città. Alcune fonti tuttavia narrano che la flotta inviata dal re per punire la città fu respinta da una violenta tempesta.
Ebbe incarichi diplomatici da parte dei re normanni Guglielmo I e Guglielmo II: negoziò il Trattato di Benevento del 1156; partecipò alla Pace di Venezia nel 1177.
Alla morte di Guglielmo I, fece parte dei familiares regis ovvero del consiglio che doveva coadiuvare la regina Margherita nel governo del regno, fino alla maturità dell'erede al trono Guglielmo II. Nel 1167 fu lui, come più alto prelato del regno, a incoronare re Guglielmo II, nella Cattedrale di Palermo.
Nel 1179 partecipò attivamente al terzo Concilio Lateranense, che condannò gli Albigesi e i catari.

## Chronicon sive Annales
È ricordato come storico per il suo Chronicon sive Annales, una storia universale che va dalla creazione del mondo fino al 1178.
L'opera, composta da sei libri, si può dividere in due parti: prima e dopo l'839. Gli avvenimenti fino all'839 sono trattati in termini generali e non sono rilevanti da un punto di vista storico. La trattazione degli avvenimenti successivi all'839, invece, assume la forma di una cronistoria ampiamente dettagliata molto simile allo stile degli annali. Questa parte è estremamente interessante dal punto di vista storico, anche se spesso Romualdo assume toni autocelebrativi quando tratta le vicende che lo vedono protagonista.
Si servì di tutto il materiale storico esistente negli archivi di Salerno, di Benevento, di Montecassino. Si avvalse anche degli Annales Beneventani (nella loro seconda o terza edizione), del Chronicon Cavensis e del Chronicon Monasterii Casinensis di Leone Ostiense e di Pietro Diacono. Ma la sua fonte preferita fu il Chronicon di Lupo Protospata di cui riprodusse molte parti. È importante notare che, pur copiando da quella Cronaca, egli non trascurò mai di correggere alcuni tratti e di dare spesso il giusto insegnamento. Dei Normanni del Principato di Salerno ci offre notizie e dati che non compaiono altrove. Per esempio solo Romualdo Guarna racconta come nel 1105 la città di Monte Sant'Angelo con tutto il castello cadde dopo lungo assedio in mano del duca Ruggero, che più tardi si impadronì di Canosa.

### Edizioni delChronicon
- (LA, IT)  Romualdi II. Archiepiscopi Salernitani, in Giuseppe Del Re, Cronisti e scrittori sincroni napoletani, vol. I, Napoli 1845, pp. 3–80.
- (LA)  Romoaldi II archiepiscopi Salernitani Annales, a cura di Wilhelm Arndt, in Monumenta Germaniae Historica, SS XIX, Hannover, 1866, pp. 387–461 Edizione digitale ‘dMGH’.
- (LA)  Romualdo Guarna, Chronicon (a.M. 130 - a.C. 1178), a cura di C. A. Garufi, (Rerum italicarum scriptores, 127), Città di Castello, 1914, pp. 1–96.
- Romualdo II Guarna, Chronicon, in Cinzia Bonetti (a cura di), Schola Salernitana. Studi e testi, saggi introduttivi di G. Andenna, Hubert Houben, M. Oldoni, vol. 6, Salerno, Avagliano, 2001, ISBN 88-8309-056-X, 9788883090561.
- Romualdus Salernitanus, Chronicon[collegamento interrotto], a cura di Paolo Monella, edizione critica digitale, Palermo, ALIM-Archivio della Latinità Italiana del Medioevo, 2020.

## Il censimento dei beni della diocesi
Grazie alla sua Ricognizione dei beni appartenenti alla chiesa e all'arcivescovato salernitano, un documento del 1164, è possibile avere un excursus sulla storia dell'area salernitana nel periodo longobardo-normanno.

## Breviarium Salernitanae Ecclesiae
Fu forse opera di Romualdo Guarna anche il Breviarium Salernitanae Ecclesiae (o Breviarium officii ecclesiastici secundum usum sacre Salernitane ecclesie factum a domino Romoaldo venerabili secundo Salernitano archiepiscopo). Esso è «rimasto in uso fino al 1586 e [di esso] ancor oggi la Chiesa salernitana si serve per alcune ufficiature dei santi locali». Il Breviario incorpora anche la narrazione della Translatio sancti Mathei apostoli et evangeliste, un testo della latinità medievale tramandato in un codice membranaceo risalente all'XI o XII secolo, conservato nella sala capitolare della cattedrale di Benevento.